# Essai d'adhérence de revêtement
Un essai d'adhérence de revêtement est un essai réalisé pour déterminer si le revêtement adhère correctement aux substrats sur lesquels il est appliqué. Il existe plusieurs essais différents tels que l'essai de quadrillage, le test d'arrachement et autres.

## Essai de grattage
L'essai d'adhérence par grattage mesure l'adhérence des revêtements organiques lorsqu'ils sont appliqués sur des surfaces planes lisses. Il est utile de donner des notes relatives pour un certain nombre de panneaux revêtus montrant des différences significatives d'adhérence. Les revêtements testés sont appliqués à épaisseur uniforme sur des panneaux plats, principalement une sorte de tôle. Lorsque les matériaux ont séché, l'adhérence est déterminée en pressant des panneaux sous un stylet arrondi qui est chargé avec des quantités croissantes de poids jusqu'à ce que le revêtement soit enlevé de la surface du substrat. Cet essai peut être réalisé selon la norme ASTM D2197.

## Essai d'arrachement
L'adhérence d'un revêtement est mesurée en évaluant la contrainte de traction minimum nécessaire pour détacher ou rompre le revêtement perpendiculairement au substrat. Contrairement aux autres méthodes, cette méthode maximise la contrainte de traction, par conséquent les résultats peuvent ne pas être comparables aux autres. L'essai est effectué en fixant les appareils de chargement (chariots) perpendiculairement à la surface d'un revêtement avec un adhésif. Ensuite, l'appareil d'essai est attaché à l'appareil de chargement et est ensuite aligné pour appliquer une tension perpendiculaire à la surface d'essai. La force appliquée augmente progressivement et est surveillée jusqu'à ce qu'un morceau du revêtement soit détaché ou qu'une valeur spécifiée précédemment soit atteinte. Cet essai peut être réalisé selon la norme ASTM D4541.

## Essai de quadrillage

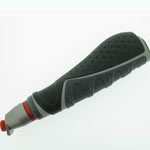
Appareil utilisé pour l'essai de quadrillage

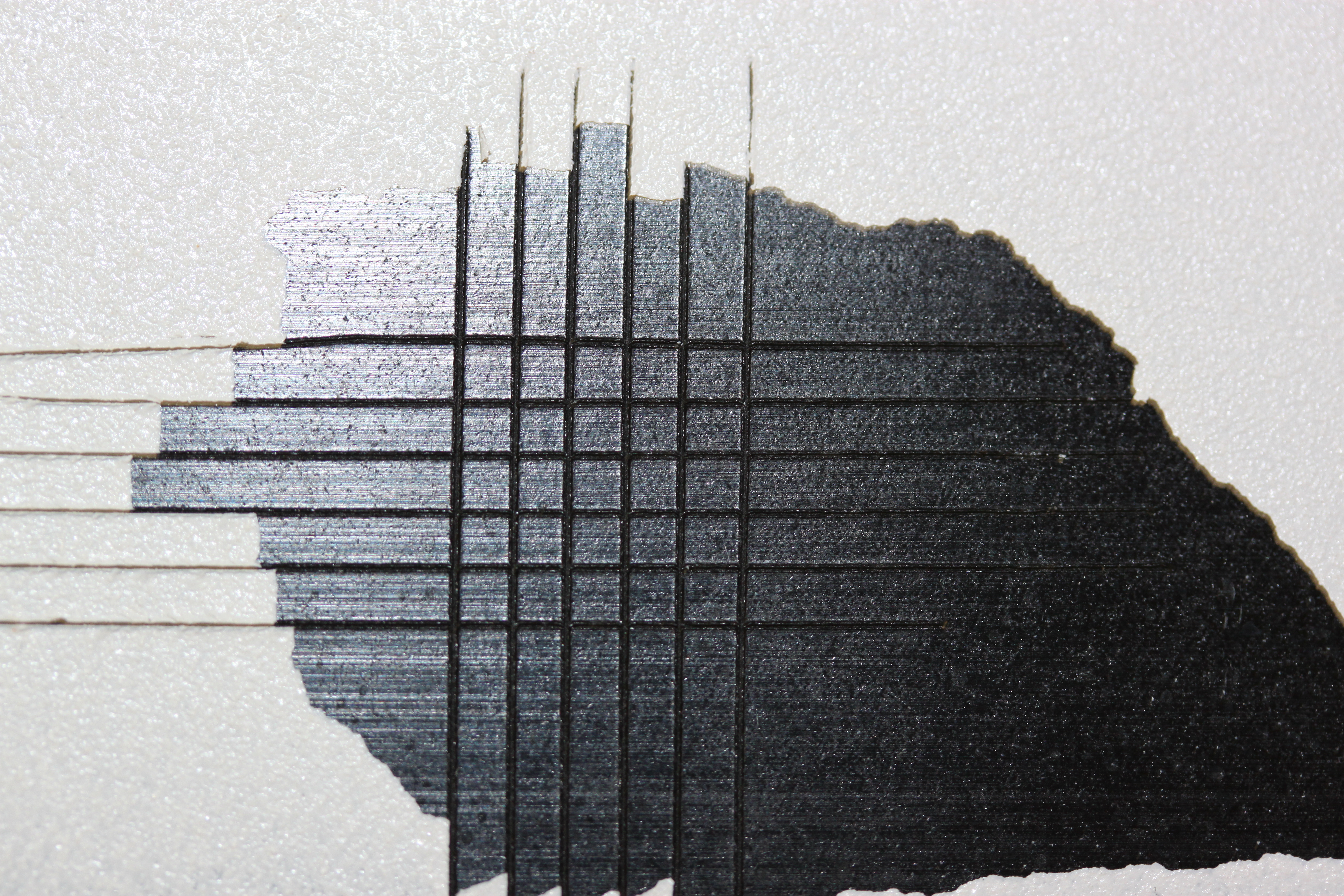
Le pire résultat possible : la peinture blanche s'est détachée à la fois le long des arêtes de coupe et dans la zone des sections.

L'essai de quadrillage est utilisé pour déterminer la résistance des revêtements à la séparation des substrats en utilisant un outil pour couper un motif de la forme d'un treillis à angle droit dans le revêtement, pénétrant tout le chemin jusqu'au substrat.
Un test rapide de réussite / échec peut être réalisé grâce à cette méthode. Lors du test d'un système multicouches, la détermination de la résistance à la séparation des différentes couches les unes des autres peut être effectuée.
Cet essai peut être réalisé, entre autres, selon la norme ISO 2409 ou la norme ASTM D3359. Il existe deux méthodes décrites dans la norme ASTM.

### Méthode d'essai A
Une coupe en X est faite à travers le revêtement avec un outil à pointe de carbure jusqu'au substrat. Un ruban adhésif sensible à la pression est appliqué sur la coupe. La bande est lissée en place en utilisant une gomme à crayon sur la zone des incisions. Le ruban est enlevé en le retirant rapidement sur lui-même à proximité d'un angle de 180°. L'adhésion est évaluée sur une échelle de 0 à 5. 0 correspond à plus de 65 % de la surface retiré et 5 à 0 % de la surface retiré.

### Méthode d'essai B
Un motif hachuré est réalisé à travers le revêtement jusqu'au substrat. Les morceaux de revêtement détachés sont enlevés en les brossant avec une brosse douce. Un ruban adhésif sensible à la pression est appliqué sur la coupe hachurée. La bande est lissée en place en utilisant une gomme à crayon sur la zone des incisions. Le ruban est enlevé en le retirant rapidement sur lui-même jusqu'à un angle de 180°. L'adhésion est évaluée sur une échelle de 0 à 5. 0 correspond à plus de 65 % de la surface retiré et 5 à 0 % de la surface retiré.